# Kenji Baba
Kenji Baba (født 7. juli 1985) er en japansk fodboldspiller, som spiller for den japanske fodboldklub Oita Trinita.